# Tuffi ai campionati mondiali di nuoto 2023 - Piattaforma 10 metri sincro femminile
La gara dei tuffi dalla piattaforma 10 metri sincro femminile dei campionati mondiali di nuoto 2023 è stata disputata il 16 luglio presso la Piscina della Prefettura di Fukuoka di Fukuoka. La gara, alla quale hanno preso parte 12 coppie di atlete provenienti da altrettante nazioni, si è svolta in due turni, in ognuno dei quali le coppie hanno eseguito una serie di cinque tuffi.
La gara è stata vinta dalle cinesi Chen Yuxi e Quan Hongchan, mentre l'argento e il bronzo sono andati rispettivamente alle britanniche Andrea Spendolini-Sirieix e Lois Toulson e alle statunitensi Jessica Parratto e Delaney Schnell.. Le prime tre coppie classificate hanno anche ottenuto il pass per le Olimpiadi di Parigi 2024.

## Programma
| Data           | Ora (UTC+9) | Turno       |
| -------------- | ----------- | ----------- |
| 16 luglio 2023 | 10:00       | Preliminari |
| 16 luglio 2023 | 18:00       | Finale      |

## Risultati
| Pos.    | Nazione       | Atlete                                 | Preliminari | Preliminari | Finale | Finale |
| Pos.    | Nazione       | Atlete                                 | Punti       | Pos.        | Punti  | Pos.   |
| ------- | ------------- | -------------------------------------- | ----------- | ----------- | ------ | ------ |
| Oro     | Cina          | Chen Yuxi Quan Hongchan                | 365,40      | 1           | 369,84 | 1      |
| Argento | Gran Bretagna | Andrea Spendolini-Sirieix Lois Toulson | 293,22      | 3           | 311,76 | 2      |
| Bronzo  | Stati Uniti   | Jessica Parratto Delaney Schnell       | 294,12      | 2           | 294,42 | 3      |
| 4       | Messico       | Gabriela Agúndez Alejandra Orozco      | 290,70      | 5           | 291,18 | 4      |
| 5       | Giappone      | Matsuri Arai Minami Itahashi           | 289,32      | 6           | 284,76 | 5      |
| 6       | Germania      | Elena Wassen Christina Wassen          | 273,06      | 7           | 283,08 | 6      |
| 7       | Spagna        | Valeria Antolino Ana Carvajal          | 259,83      | 9           | 280,38 | 7      |
| 8       | Canada        | Caeli McKay Kate Miller                | 292,50      | 4           | 279,93 | 8      |
| 9       | Ucraina       | Ksenija Bajlo Sofia Esman              | 268,20      | 8           | 252,60 | 9      |
| 10      | Francia       | Jade Gillet Emily Hallifax             | 240,24      | 10          | 236,16 | 10     |
| 11      | Corea del Sud | Cho Eun-bi Moon Na-yun                 | 209,04      | 11          | 222,12 | 11     |
| 12      | Macao         | Lo Ka Wai Zhao Hang U                  | 183,87      | 12          | 160,38 | 12     |